# أوي بيرنس
أوي بيرنس (بالألمانية: Uwe Behrens)‏ (و. 1959 – م) هو لاعب كرة قدم، من ألمانيا، ولد في ألمانيا الغربية.

## روابط خارجية
- أوي بيرنس على موقع قاعدة بيانات كرة القدم.إي يو (الإنجليزية)
- أوي بيرنس على موقع بيانات كرة القدم. دي إي (الألمانية)
- أوي بيرنس على موقع عالم كرة القدم.نت (الإنجليزية)